# 圣瓦尔贝
圣瓦尔贝（法語：Saint-Valbert，法語發音：[sɛ̃ valbɛʁ]）是法国上索恩省的一个市镇，属于吕尔区。2019年，圣瓦尔贝与市镇富日罗勒合并为新市镇富日罗勒-圣瓦尔贝。

## 地理
圣瓦尔贝（47°51'9"N, 6°23'45"E）面积3.9 平方千米，位于法国勃艮第-弗朗什-孔泰大區上索恩省，该省份为法国东部内陆省份，北起顺时针与孚日省、贝尔福地区省、杜省、汝拉省、科多尔省和上马恩省接壤。
与圣瓦尔贝接壤的市镇（或旧市镇、城区）包括：富日罗勒、方丹莱吕克瑟伊、弗鲁瓦德孔什、呂克瑟伊萊班。
圣瓦尔贝的时区为UTC+01:00、UTC+02:00（夏令时）。

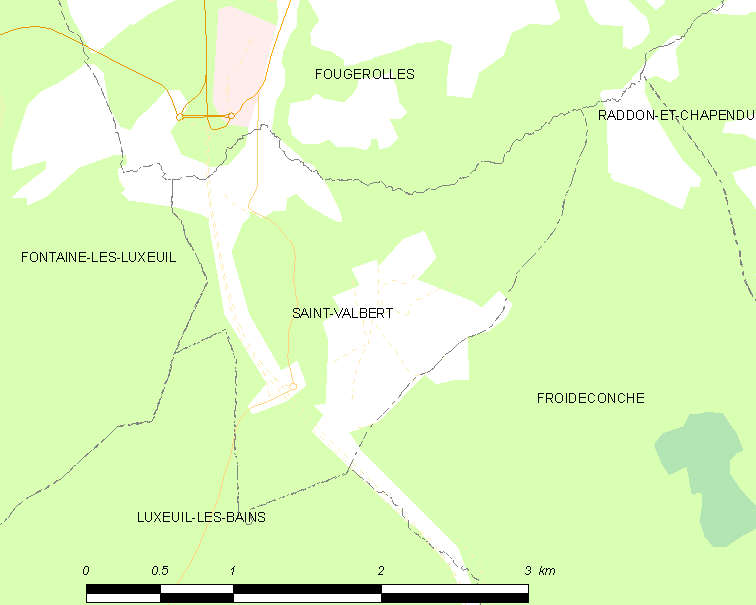
圣瓦尔贝的OSM定位图

## 行政
圣瓦尔贝的邮政编码为70300，INSEE市镇编码为70475。

## 政治
圣瓦尔贝所属的省级选区为吕克瑟伊莱班县。

## 人口

1962-2008年间圣瓦尔贝人口变化图示

圣瓦尔贝于2018年1月1日时的人口数量为239人。